# Distretto di Tere Zayi
Il distretto di Tere Zayi è un distretto dell'Afghanistan appartenente alla provincia di Khowst. Viene stimata una popolazione di 42 700 abitanti (dato 2012-13).